# Te Reinga Falls
Die Te Reinga Falls bestehen aus vier Wasserfällen im Gebiet der Ortschaft Te Reinga in der Region Hawke’s Bay auf der Nordinsel Neuseelands. Sie liegen kurz hinter dem Zusammenfluss von Ruakituri River und Hangaroa River zum Wairoa River, der in die Hawke Bay mündet.
In Te Reinga führt von der Ruakituri Road kurz vor der Brückenquerung über den Wairoa River ein kurzer Wanderweg in fünf Gehminuten zu einem Aussichtspunkt, von dem einer der Fälle einsehbar ist.